# Премия Американского института киноискусства (2005)
Премия Американского института киноискусства за 2005 год.
| Категории                            | Название фильма                |
| ------------------------------------ | ------------------------------ |
| Фильмы                               | • «Сорокалетний девственник»   |
| Фильмы                               | • «Горбатая гора»              |
| Фильмы                               | • «Капоте»                     |
| Фильмы                               | • «Столкновение»               |
| Фильмы                               | • «Доброй ночи и удачи»        |
| Фильмы                               | • «Оправданная жестокость»     |
| Фильмы                               | • «Кинг-Конг»                  |
| Фильмы                               | • «Мюнхен»                     |
| Фильмы                               | • «Кальмар и кит»              |
| Фильмы                               | • «Сириана»                    |
| Телесериалы, телефильмы, мультфильмы | • «24 часа»                    |
| Телесериалы, телефильмы, мультфильмы | • Звёздный крейсер «Галактика» |
| Телесериалы, телефильмы, мультфильмы | • «Дедвуд»                     |
| Телесериалы, телефильмы, мультфильмы | • «Анатомия страсти»           |
| Телесериалы, телефильмы, мультфильмы | • «Доктор Хаус»                |
| Телесериалы, телефильмы, мультфильмы | • «Остаться в живых»           |
| Телесериалы, телефильмы, мультфильмы | • «Спаси меня»                 |
| Телесериалы, телефильмы, мультфильмы | • «Узнай врага»                |
| Телесериалы, телефильмы, мультфильмы | • «Однажды в апреле»           |
| Телесериалы, телефильмы, мультфильмы | • «Вероника Марс»              |